# Zapurdka
Zapurda (deutsch Purden, Mühle) ist ein Ort in der polnischen Woiwodschaft Ermland-Masuren. Er gehört zur Gmina Purda (Landgemeinde Gtoß Purden) im Powiat Olsztyński (Kreis Allenstein).

## Geographische Lage
Zapurdka liegt am südöstlichen Ufer des Purdensees (polnisch: Jezioro Purda, auch: Jezioro Purdy) im Westen der Woiwodschaft Ermland-Masuren, 19 Kilometer südöstlich der Kreis- und Woiwodschaftshauptstadt Olsztyn (deutsch Allenstein).

## Geschichte
Der kleine Ort Zapurtka, vor 1785 Purdener Mühle und nach 1785 Purdenmühle genannt, bestand aus einer Wassermühle und einem dazugehörigen Gehöft. Eine Bestimmung aus dem Jahre 1374 besagte, dass die Mühle jährlich 1½ Last Korn in das Allensteiner Schloss abliefern muss. 1820 wurde die „köllmische Mühle“ mit zwei Feuerstellen bei fünf Einwohnern benannt, und bei der Volkszählung am 3. Dezember 1861 waren es ein Wohngebäude bei sechs Einwohnern. Bis 1945 war die Mühle Purden ein Wohnplatz der Gemeinde Groß Purden (polnisch Purda) im ostpreußischen Kreis Allenstein.
In Kriegsfolge kam die Mühle Purden 1945 mit dem gesamten südlichen Ostpreußen zu Polen. Der Ort erhielt die polnische Namensform „Zapurdka“ und ist heute eine Siedlung (polnisch Osada) innerhalb der Landgemeinde Purda (Groß Purden) im Powiat Olsztyński (Kreis Allenstein), von 1975 bis 1998 der Woiwodschaft Olsztyn, seither der Woiwodschaft Ermland-Masuren zugehörig.

## Kirche
Bis 1945 war die Mühle Purden in die evangelische Kirche Allenstein in der Kirchenprovinz Ostpreußen der Kirche der Altpreußischen Union, außerdem in die römisch-katholische Kirche Groß Purden im damaligen Bistum Ermland eingepfarrt.
Der Bezug beider Konfessionen zu den jeweiligen Kirchen besteht auch heute noch: zur jetzt „Christus-Erlöser-Kirche“ genannten Kirche Olsztyn, jetzt in der Diözese Masuren der Evangelisch-Augsburgischen Kirche in Polen, sowie zur Erzengel-Michael-Kirche in Purda, jetzt im Erzbistum Ermland gelegen.

## Verkehr
Zapurdka ist über eine Landwegverbindung von Purda aus zu erreichen; eine Bahnanbindung besteht nicht.